# خبرگزاری آریا
خبرگزاری آریا یک خبرگزاری رسمی و خصوصی در ایران و شعار آن «حرکت شفاف، صادقانه و حرفه ای در اطلاع‌رسانی» می‌باشد.
این خبرگزاری در تاریخ ۱۳۸۵/۰۸/۱۴ مجوز فعالیت خود را از هیئت نظارت بر خبرگزاری‌های غیردولتی وزارت فرهنگ و ارشاد اسلامی دریافت نمود. امیر محبیان مدیر مسئولی آن را بر عهده دارد.

## زبان‌ها
خبرگزاری آریا با زبان‌های فارسی، عربی و انگلیسی در دسترس است.